# Borgofranco d'Ivrea
Borgofranco d'Ivrea (en français Bourgfranc d'Ivrée) est une commune italienne de la ville métropolitaine de Turin, dans la région Piémont.
Elle est jumelée avec la ville d'Embrun.

## Administration
| Période                                  | Période  | Identité         | Étiquette    | Qualité |
| ---------------------------------------- | -------- | ---------------- | ------------ | ------- |
| 14 juin 2004                             | En cours | Vincenzo Baruzzi | lista civica |         |
| Les données manquantes sont à compléter. |          |                  |              |         |

### Communes limitrophes
Settimo Vittone, Andrate, Nomaglio, Brosso, Quassolo, Chiaverano, Montalto Dora, Lessolo.